# 田村信喜
田村 信嘉（たむら のぶよし、1933年3月2日 - 2010年7月9日）は、日本の合気道家。大阪府生まれ、三重県出身（疎開の為、家族で三重県に転居）。相可高校卒業。渡仏後、FFABに所属。

## 略歴
高校進学と家出して上京し、桜沢如一の主宰する寄宿舎で1年ほど暮らす。さらに食養療法時代の仲間の縁から山口清吾の知遇を得て、1953年に合気道へ入門。上京したばかりの田村は山口の自宅に居候していたが、山口が結婚し居づらくなったため、合気会本部道場に住み込む生活（内弟子）を始めたという。
1953年、合気会本部道場に入門。入門後、本部道場長である植芝吉祥丸のもとに、小林保雄、浅井勝昭、山田嘉光、千葉和雄、菅野誠一、金井満也、栗田豊、五月女貢といった人々が集まり、彼らと鎬を削りながら10年間を本部で過ごす。この時期、アンドレ･ノケ（合気道初の外国人内弟子）も来日した。
1964年、結婚を機にフランスに渡る。1999年、フランス国家功労勲章シュヴァリエ章を受章。2010年、癌のため死去。

## エピソード
- 本部道場で知り合った女性と交際を始め、結婚の了承を得るため女性の両親に挨拶したところ、「娘はヴァイオリンの勉強でフランスに留学する」と言われてしまう。両親としては結婚を断念させるために言ったことだが、田村は植芝吉祥丸（当時本部道場長）に頼み合気道の指導者としてフランスに渡る許可を得る。斯くして新婚旅行を兼ねて1964年マルセイユに到着した田村は、45年の長きにわたりフランスで精力的に指導を行う。
- フランスは1950年代に合気会から派遣された望月稔、阿部正らの尽力もあり最も早く合気道の普及に成功した国であったが、反面全国的な連合組織が整備されておらず多くの道場がフランス柔道柔術連盟（通称フランス柔道連盟、のちのフランス柔道柔術剣道及び関連武道連盟）の一部門として従属している状態であった[1]。それに対して田村は柔道連盟から独立した合気道連盟のために奔走し、フランス合気道武道連盟 "fr:Fédération française d'aïkido et de budo"(FFAB) を設立した[1]。のちにFFABは、フランス柔道連盟に最後まで残ったグループを母体とするフランス合気道合気武道関連連盟 "fr:Fédération française d'aïkido, aïkibudo et associées"(FFAAA) と共に、フランスの合気会系道場を統括する団体として国際合気道連盟に加盟するフランスの国内競技連盟合気道連盟連合を結成した[1]。